# ブルーストーン42
『ブルーストーン 42』（Bluestone 42）は、イギリスBBCで、2013年から2015年に放送されたコメディ番組。
アフガニスタンで活動するイギリス陸軍の爆発物処理班をコメディで描いた作品。
2013年3月5日にBBC Threeにて放送開始、シリーズ3の最終話が2015年4月13日に放送された。なお、舞台はアフガニスタンのヘルマンド州であるが、実際の撮影は南アフリカで行われた。

## 概要
兵士の間の友情、階級、人間関係にフォーカスしながら、爆発物の処理という死と隣り合わせのシリアスな場面をブラックジョークとアクションで描く。